# كارل أودونيل
كارل أودونيل (بالإنجليزية: Carl O'Donnell)‏ هو سباح نيوزلندي، ولد في 21 مايو 1987.

## وصلات خارجية
- كارل أودونيل على موقع الاتحاد الدولي للسباحة (الإنجليزية)
- كارل أودونيل على موقع أوليمبيديا (الإنجليزية)
- كارل أودونيل على موقع اللجنة الأولمبية النيوزيلندية (الإنجليزية)